# Grimsås IF
Der Grimsås Idrottsförening ist ein schwedischer Sportverein aus Grimsås. Im Laufe der seit 1932 andauernden Vereinsgeschichte spielte die Fußballmannschaft des Klubs mehrere Jahre zweitklassig.

## Geschichte
Der Grimsås IF gründete sich 1932. Kurze Zeit später nahm die Fußballmannschaft erstmals am Ligabetrieb teil, spielte aber zunächst nur unterklassig. In der Distriktmeisterschaft erreichte der Klub 1945 das Halbfinale, das mit einer deutlichen 0:13-Niederlage gegen Allsvenskan-Klub IF Elfsborg endete. 1958 begann der Höhenflug des Klubs, als er in der sechsten Liga Meister wurde. Anschließend marschierte er durch die einzelnen Ligen und stieg 1963 als Tabellenerster der Drittligastaffel Sydvästra Götaland vor Alingsås IF und Fässbergs IF erstmals in die Zweitklassigkeit auf.
Als Aufsteiger überraschte Grimsås IF in der Division 2 Västra Götaland und belegte hinter Halmstads BK und Gunnarstorps IF in der Spielzeit 1964 den dritten Rang. Unter Spielertrainer Lennart Nyström erreichte der Klub im folgenden Jahr als Staffelsieger die Aufstiegsrunde zur Allsvenskan. Nach einem 1:0-Auswärtserfolg bei Gefle IF folgten Niederlagen gegen GAIS und IK Brage, so dass der Klub als Dritter den Aufstieg verpasste. Dennoch erhielt der Trainer die Sportauszeichnung der Borås Tidning, die BT-Plaketten. In den folgenden Jahren konnte die Mannschaft nicht an den Erfolg anknüpfen, hielt sich aber zunächst im Mittelfeld der Tabelle. 1971 fiel die Mannschaft einer Ligareform zum Opfer, als die Anzahl der Zweitligastaffeln reduziert wurde, und musste in die Drittklassigkeit absteigen.
Ohne Saisonniederlage beendete Grimsås IF die Drittligaspielzeit 1972 auf dem ersten Tabellenplatz. In der anschließenden Aufstiegsrunde musste sich der Klub nur Degerfors IF geschlagen geben und kehrte direkt in die zweite Liga zurück. Nach zwei Spielzeiten, die im mittleren Tabellenbereich beendet wurden, rutschte die Mannschaft ab der Spielzeit 1975 in den Abstiegskampf. Nachdem zunächst ein Punkt Vorsprung auf den Göteborger Klub Västra Frölunda IF die Mannschaft rettete, folgte nach einem zehnten Platz in der Saison 1977 als Tabellenletzter mit lediglich zwei Saisonsiegen der erneute Abstieg in die dritte Liga.
Bei nur einer Saisonniederlage führte Grimsås IF erneut auf Anhieb die Drittligatabelle an und setzte sich in der Aufstiegsrunde ohne Punktverlust vor Kalmar AIK, Råå IF und IFK Tidaholm durch. Dieses Mal setzte sich der Aufsteiger anfangs im vorderen Bereich fest. In der Spielzeit 1980 belegte der Klub mit zwei Punkten Rückstand auf das punktgleich Trio Örgryte IS, GAIS und IFK Malmö den vierten Rang. In der anschließenden Spielzeit folgte die Ernüchterung, als die Spielzeit auf einem Abstiegsplatz beendet wurde. Wiederum folgte der direkte Wiederaufstieg, der Klub konnte sich jedoch nur zwei Spielzeiten in der zweiten Liga halten.
In der dritten Liga rettete sich Grimsås IF nur knapp vor dem Durchmarsch in die Viertklassigkeit, da der letzte Nichtabstiegsplatz der Division 3 Mellersta Götaland belegt wurde. Als Tabellendritter überstand der Klub im folgenden Jahr eine Ligareform auf dem dritten Spielniveau, stieg jedoch im folgenden Jahr ab. In den folgenden Jahren pendelte die Mannschaft zwischen dritter und vierter Liga. Nachdem sie sich ab Mitte der 1990er Jahre in der dritten Liga etabliert hatte, stieg sie im Rahmen einer Ligareform 2005 abermals in die vierte Liga ab. Dort belegte der Klub den Relegationsplatz und verpasste gegen BK Kenty den Klassenerhalt.
Als Tabellendritter verpasste Grimsås IF in den ersten beiden Jahren in der Fünftklassigkeit den Wiederaufstieg, ehe die Mannschaft 2009 in die sechste Liga abstieg. 2012 belegte Grimsås IF belegte den 5. Tabellenplatz in der 6. Liga.
Vor der Saison 2016 stellte Grimsås IF zum ersten Mal seit vielen Jahren wieder eine Frauenmannschaft auf. Dies geschah in Zusammenarbeit mit Hestra SSK. Das Team heißt Hestra/Grimsås und spielte Ligaspiele in Småland.
In der Saison 2018 erreichte die A-Mannschaft (Herren) den zweiten Platz in der Serie und qualifizierte sich damit für die 5. Liga. Allerdings reichte es nicht bis in die 5. Liga, da die beiden Qualifikationsspiele verloren wurden.
2020 gewann die A-Mannschaft (Herren) die Division 6. Das Team blieb ungeschlagen durch die aufgrund von COVID-19 etwas ungewöhnliche Saison. Das Team sammelte 31 Punkte in 11 Spielen und eine beeindruckende Tordifferenz von 51:9.